# Heiligenstein
Heiligenstein è un comune francese di 1 001 abitanti situato nel dipartimento del Basso Reno nella regione del Grand Est.

## Società

### Evoluzione demografica
Abitanti censiti